# Hexanauplia
Hexanauplia is een klasse van kreeftachtigen.

## Taxonomie
De volgende onderklasses zijn bij de klasse ingedeeld:
- Copepoda - eenoogkreeftjes of roeipootkreeftjes
- Tantulocarida